# شركاء البقاء
شركاء البقاء وحسب النسخة الإنجليزية Dual Survival هو مسلسل تلفزيوني واقعي أمريكي يبث على قناة ديسكفري. يعرض البرنامج زوجًا من خبراء البقاء أثناء وجودهم في بيئات صعبة طبق سيناريوهات محددة مسبقًا.
خلال الموسمين الأولين، استمد البرنامج وجوده من خلال التعرض إلى فلسفات البقاء المختلفة بالإضافة لمهارات كودي لوندين، خبير الطبيعة والمهارات البدائية الذي يدير مدرسة لتعليم العيش البدائي والمهارات البقاء في أريزونا ومعه ديف كانتربيري، مدرب البقاء وعسكري والذي يدير مدرسة باثفايندر للتدريب في أوهايو. بدايةً من الموسم الثالث، تم استبدال كانتربيري بجوزيف «جو» تيتي، وفي الموسم الرابع حل مات غراهام محل كودي لوندين بقي جو ومات مع العرض حتى الموسم السادس.

## قائمة الحلقات
| الموسم | الموسم | الحلقات | المشاركون               | المشاركون       | البث الأصلي    | البث الأصلي    |
| الموسم | الموسم | الحلقات | المشاركون               | المشاركون       | البث الأول     | أخر بث         |
| ------ | ------ | ------- | ----------------------- | --------------- | -------------- | -------------- |
|        | 1      | 10      | كودي لوندن              | Dave Canterbury | 11 يونيو 2010  | 20 أغسطس 2010  |
|        | 2      | 12      | Cody Lundin             | Dave Canterbury | 22 أبريل 2011  | 1 يوليو 2011   |
|        | 3      | 11      | Cody Lundin             | Joseph Teti     | 1 يناير 2013   | 13 مارس 2013   |
|        | 4      | 10      | Cody Lundin مات غراهام ‏ | Joseph Teti     | 23 أبريل 2014  | 25 يونيو 2014  |
|        | 5      | 13      | Matt Graham             | Joseph Teti     | 21 يناير 2015  | 22 أبريل 2015  |
|        | 6      | 4       | Matt Graham             | Joseph Teti     | 30 سبتمبر 2015 | 21 أكتوبر 2015 |
|        | 7      | 10      | Bill McConnell          | Grady Powell    | 13 يناير 2016  | 15 مارس 2016   |
|        | 8      | 7       | Josh James Bo McGlone   | Grady Powell    | 15 يونيو 2016  | 3 أغسطس 2016   |
|        | 9      | 7       | Jeff Zausch             | EJ Snyder       | 24 أغسطس 2016  | 12 أكتوبر 2016 |

## روابط خارجية
- شركاء البقاء على موقع IMDb (الإنجليزية)
- شركاء البقاء على موقع ميتاكريتيك (الإنجليزية)
- شركاء البقاء على موقع روتن توميتوز (الإنجليزية)
- شركاء البقاء على موقع كينوبويسك (الروسية)
- شركاء البقاء على موقع قاعدة بيانات الفيلم (الإنجليزية)